# Northeast Kingdom
Northeast Kingdom (em português O Reino do Nordeste) é um termo usado para descrever a porção nordeste de Vermont, que integra os condados de Essex, Orleans e de Caledonia, tendo uma população de 62.438 habitantes. Em Vermont, a escrita "NEK" é frequentemente utilizado para descrever a região. O termo é atribuído a George D. Aiken, graças a um discurso que fez em 1949, quando era senador por Vermont. A área é muitas vezes referida de Vermonters, ou simplesmente como "O Reino".

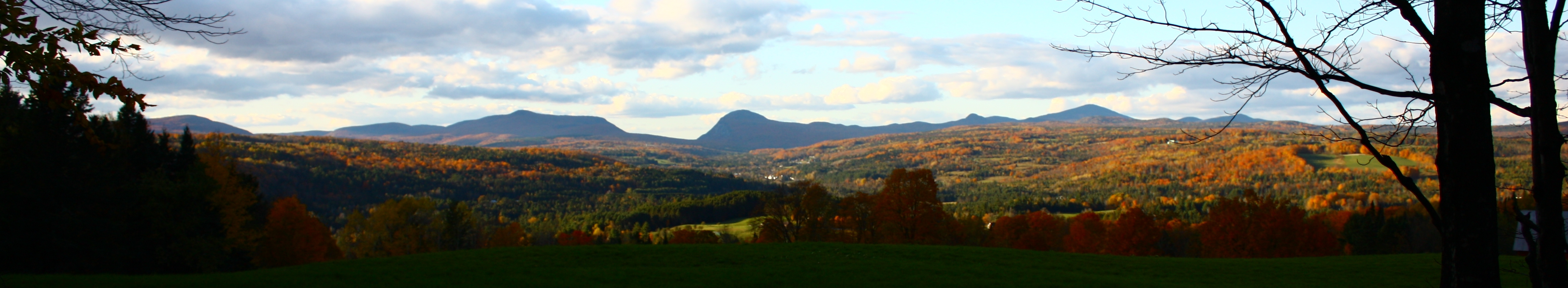
Vista panorâmica do Monte Pisga.

## Geografia

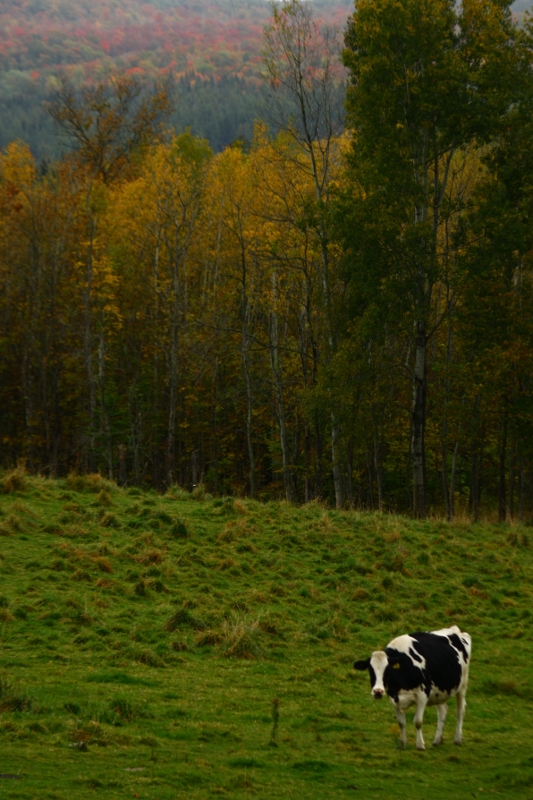

A região é cortada pela Interstate 91. A leste faz fronteira com o Rio Connecticut. O ponto mais alto é Jay Peak, com 1.176 metros.
A região abrange 55 cidades e gomos, com uma área de 5,250 km 2, cerca de 21% do estado de Vermont. A cidade de Newport é a única cidade incorporada.
A área é um destino de lazer durante todo o ano, por sua bela paisagem.
A partir de 1997, 80% era berta por floresta. 59% era de madeira do norte e 29% era abeto.
A região foi listada em "1.000 Lugares para Ver Antes de Morrer", best-seller de Patricia Schultz, feito por New York Times. Em 2006, a National Geographic Society chamou a região como o lugar mais desejável de se visitar no país e o nono lugar mais desejável de se visitar no mundo.

### Geologia
Na região existe a presença de Kame. Estes terraços têm camadas de areia e argila do qual os tijolos eram fabricados.

### Fauna

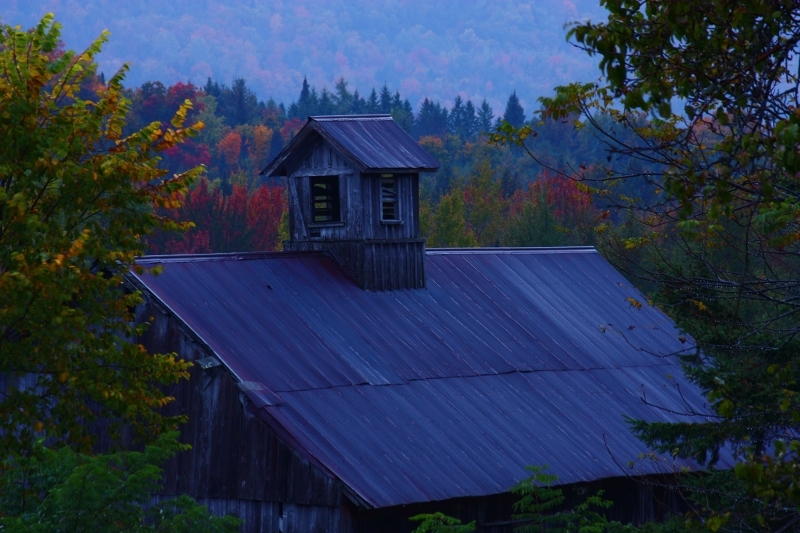

Em 1996, a população de alces totalizava cerca 2.000 animais. Em 2005, a população passou para 5.000. Alguns funcionários do Estado declararam que o rebanho haviam ficado estressados devido a superpopulação. Como resultado, 1.260 licenças de caça foram emitidos em 2008, para abater o rebanho. Em 2009, funcionários disseram que existiam um alce a cada 2,6 km 2.
Há também um grande número de ursos, lince, coiotes, raposas, perus e galos.

### Clima
A média de dias sem geadas é de 123 a 130 dias.
A temperatura mais baixa foi registrada em 30 de dezembro de 1933, registrada em -50,8 °, em Bloomfield no Condado de Essex.
No Dia dos Namorados de 2007, a neve chegou a marcar 540 mm. Em 6 de março de 2011, foi registrado 520 mm de neve.

## Economia

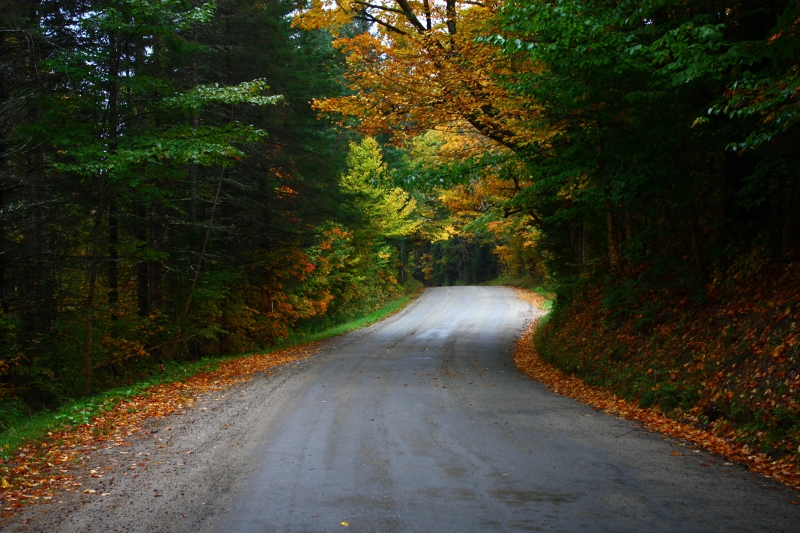
.

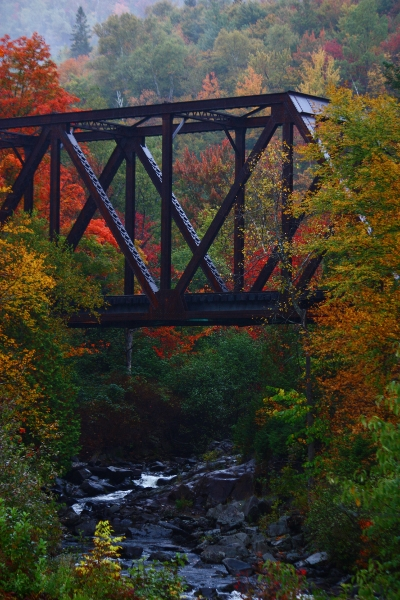
Uma "Ponte de Ferro", em Brighton, ao norte de Island Pond.

### Agricultura
Em 2010, a maior empresa de laticínios no estado estava localizada no Condado de Orleans, e tinha 5.000 cabeças e 2.500 ordenhadores, distribuídos em 5 fazendas.

### ONGs
Há um grande número de ONGs sem fins lucrativos. Estes incluem A Corporação de Investimento do Norte, com sede em St. Johnsbury.

## Transportes
Em 2008, 74% das estradas foram classificados em mau estado. Havia 480 pontes, sendo um grande número delas consideradas com estrutura deficiente. 63% das pessoas estradas eram de propriedade municipal.

### Ferrovias
Duas ferrovias atravessam a região:
- Washington County Railroad (1980) que tem um contrato de 30 anos para operar na região.

- St. Lawrence and Atlantic Railroad que opera seis viagens por dia entre Island Pond e Maine. Quatro viagens por dia entre Island Pond e Canadá. A madeira é a principal carga.[15]